# Los Caños de Meca
Los Caños de Meca es un núcleo de población costero situado en el término municipal de Barbate, en la provincia de Cádiz (España). Es conocido por ser un destacado centro turístico durante los meses de verano, así como por haber sido un lugar de referencia del movimiento hippie en España, y por estar situado junto al cabo Trafalgar, frente al que tuvo lugar la batalla de Trafalgar.

## Geografía física y urbana

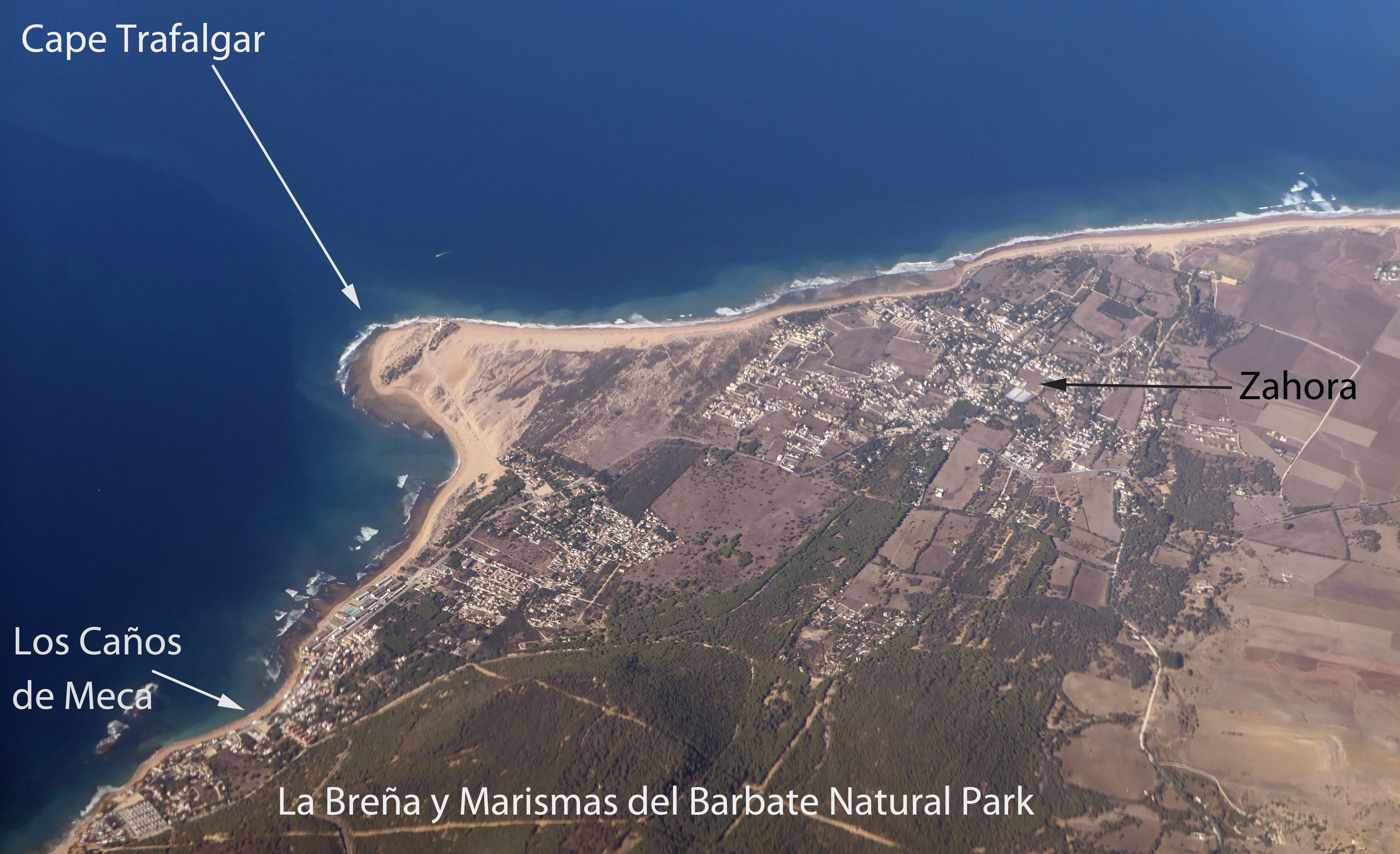
Vista aérea del Cabo de Trafalgar

Según el padrón del año 2015, Los Caños de Meca contaba con 295 habitantes. La población está situada en el borde costero del parque natural de la Breña y Marismas del Barbate, bajo la ladera del monte de Meca. Está a una distancia de 8 km al oeste de la cabecera municipal, a 8 km al sureste de Conil de la Frontera y a 14 km al sur de Vejer de la Frontera. 
Los Caños de Meca comprende una pequeña franja de suelo urbano y terrenos con caseríos en diseminado, que se extienden hasta el entorno del cabo Trafalgar, protegido como Lugar de Interés Comunitario. Al otro lado del cabo existe otro diseminado, denominado Zahora. Con frecuencia, ambas poblaciones son tratadas como una sola, como Caños de Meca-Zahora.

## Descripción
En la actualidad es un centro turístico centrado en sus variadas playas, algunas de las cuales son nudistas, que se extienden desde el cabo Trafalgar hasta los acantilados del parque natural de la Breña y Marismas del Barbate. Por una parte, el cabo está protegido dentro del monumento natural del tómbolo de Trafalgar, mientras que los acantilados forman parte del parque natural de la Breña, junto con su pinar y franja marítima.
Las playas del cabo Trafalgar son abiertas y en un terreno llano, con arena fina y dunas, aunque salpicadas de arrecifes. Hacia el este, en el núcleo de población, el terreno comienza a elevarse formando playas más pequeñas, protegidas por paredes de roca. Finalmente, conforme se eleva el acantilado del parque natural, se conforman calas más pequeñas, cuyo acceso solo es posible en marea baja y solo hasta la llamada "Cala Verde".
Desde el núcleo de población hasta los acantilados aparecen los famosos caños que dan nombre a la zona. Se trata de surgencias de agua dulce en la pared del acantilado de distinto caudal, desde pequeñas humedades en la pared rocosa hasta importantes manantiales, que varían mucho según la estación del año y la época de pluviosidades. El más importante, el "Caño Grande", se sitúa casi al final de la zona de acantilados, con un acceso muy complicado y solo en marea baja.

## Historia
El nombre de la localidad hace referencia a una fuente ("caños") cuya agua fue muy popular al menos durante la época de la dominación musulmana, por lo cual habría recibido el nombre de La Meca, ciudad santa del islam. No obstante, se han encontrado restos prehistóricos y romanos en la zona.

... Barbate, y alli cerca vna fuente famosa de muy buena, y saludable agua. Llamanle las aguas de Meca, a donde suelen venir muchos Moros en romeria, mouidos de supersticiosa religion de aquel agua, en la qual se bañan, y lleuan della a sus nauios, quando les dan lugar los ginetes de la costa.
Grandezas y cosas notables de España (1590)

Considerado en el siglo XIX un despoblado, estaba relacionado con la ciudad romana de Baesippo, la octava fortificación en la vía romana que iba de Málaga a Cádiz.
Debido al miedo por las constantes incursiones de pillaje efectuadas por los bereberes procedentes del norte de África, la zona costera de Barbate se llevó muchos años prácticamente despoblada. La población se centraba únicamente en el castillo de Santiago de Barbate y en la fortaleza Jadraza de Zahara de los Atunes, que contaban con los medios de protección necesarios para repeler los abusos efectuados por la piratería. A esta etapa de inseguridad pertenecen las antiguas torres almenaras del Tajo del siglo XVI situada en los acantilados del parque natural de la Breña y orientada hacia África, años más tarde se construiría la de La Meca. Estas torres tenían una función de protección, a través de las cuales los encargados avisaban a la población, mediante señales de fuego, de la llegada de piratas a la costa.
Ya en la década de 1960, Los Caños se convierte en punto de encuentro entre los seguidores del mundo hippie que se sienten atraídos por la naturaleza del entorno. Hoy día se trata de uno de los puntos turísticos más importantes de la costa de Cádiz. En él podemos apreciar el gran faro que se encuentra en el cabo de Trafalgar.

## Naturaleza
Cuenta con un importante pinar donde anidan aves amenazadas.

## Personas destacadas
Muhadin Kishev - el pintor soviético, ruso y español. Desde 1998 vive y trabaja en Los Caños de Meca.
Judeline (Lara Fernández) - la cantante española, nacida en Jerez de la Frontera el 18 de enero del 2003 y criada en Los Caños de Meca hasta sus 17 años.

## Galería

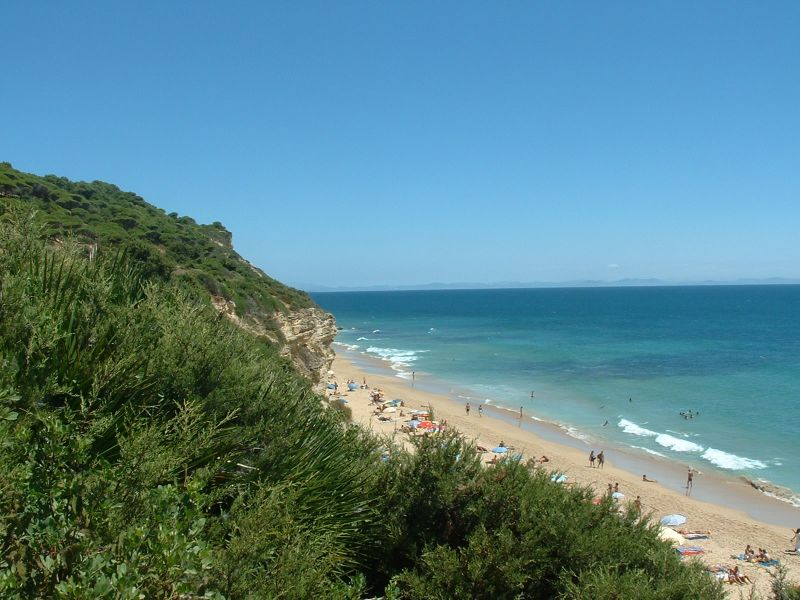
Cala de Las Cortinas.
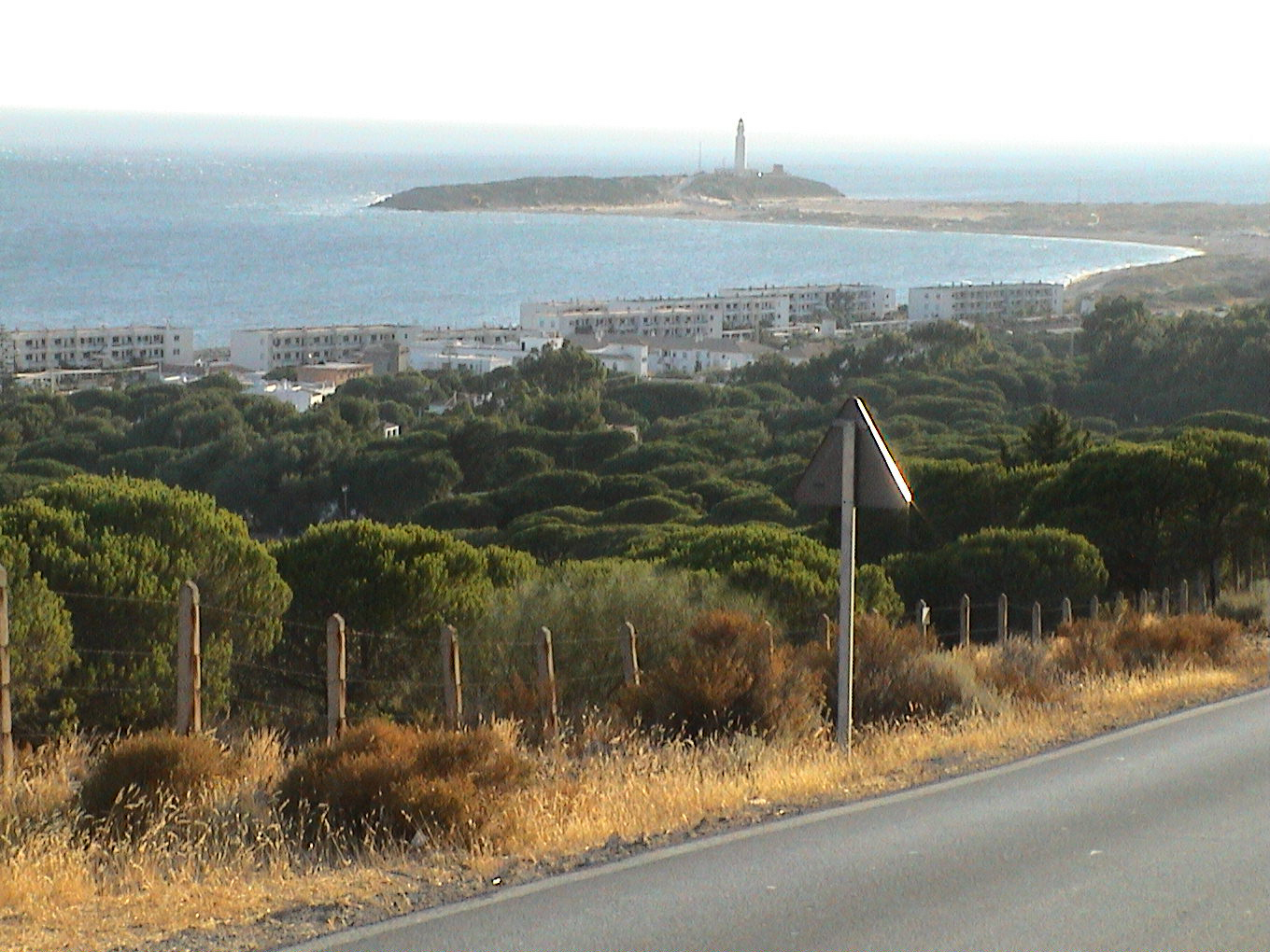
Vista desde la carretera de acceso.
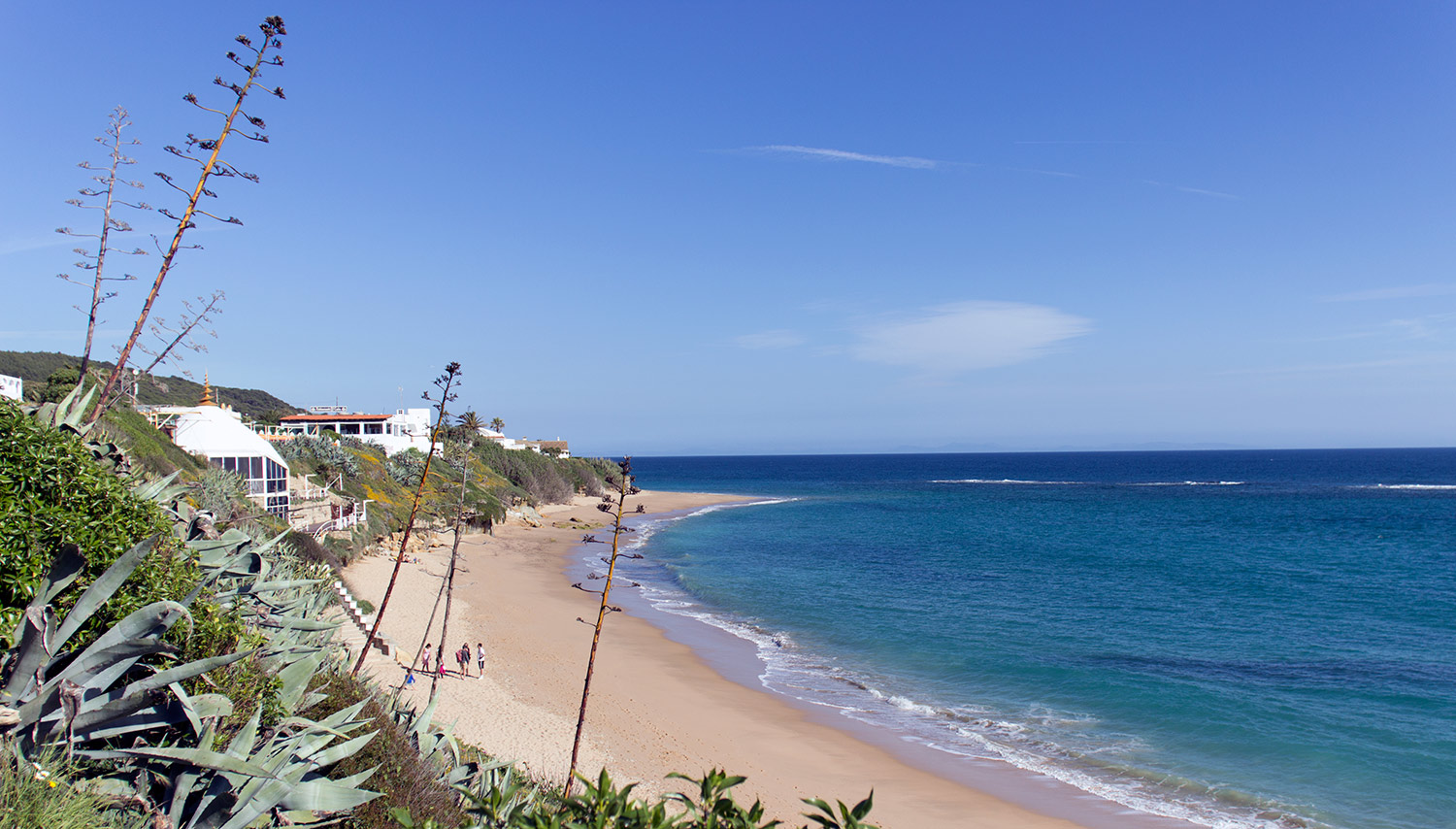
Playa del Pirata en Caños de Meca
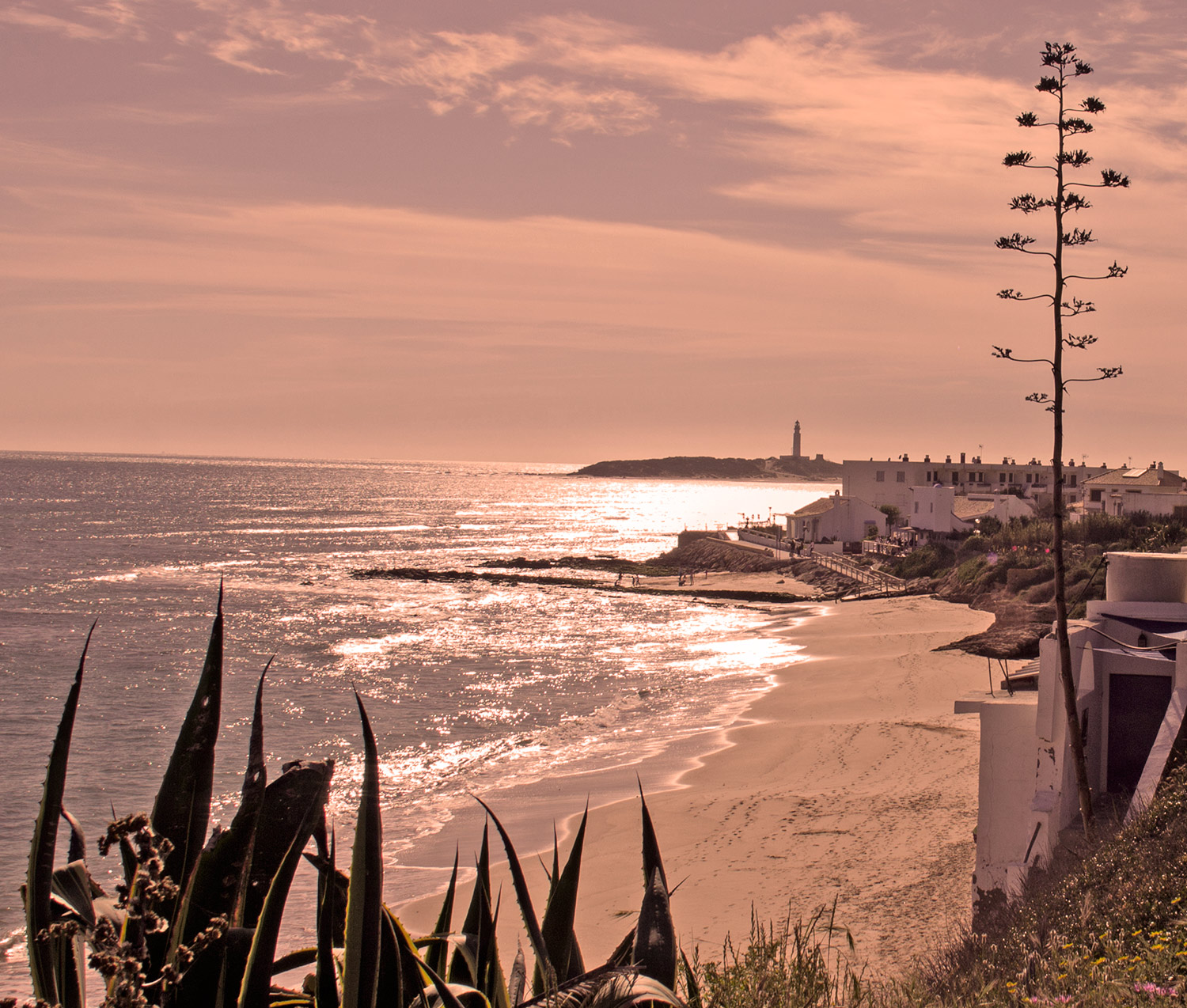
Playa del Pirata en Caños de Meca.
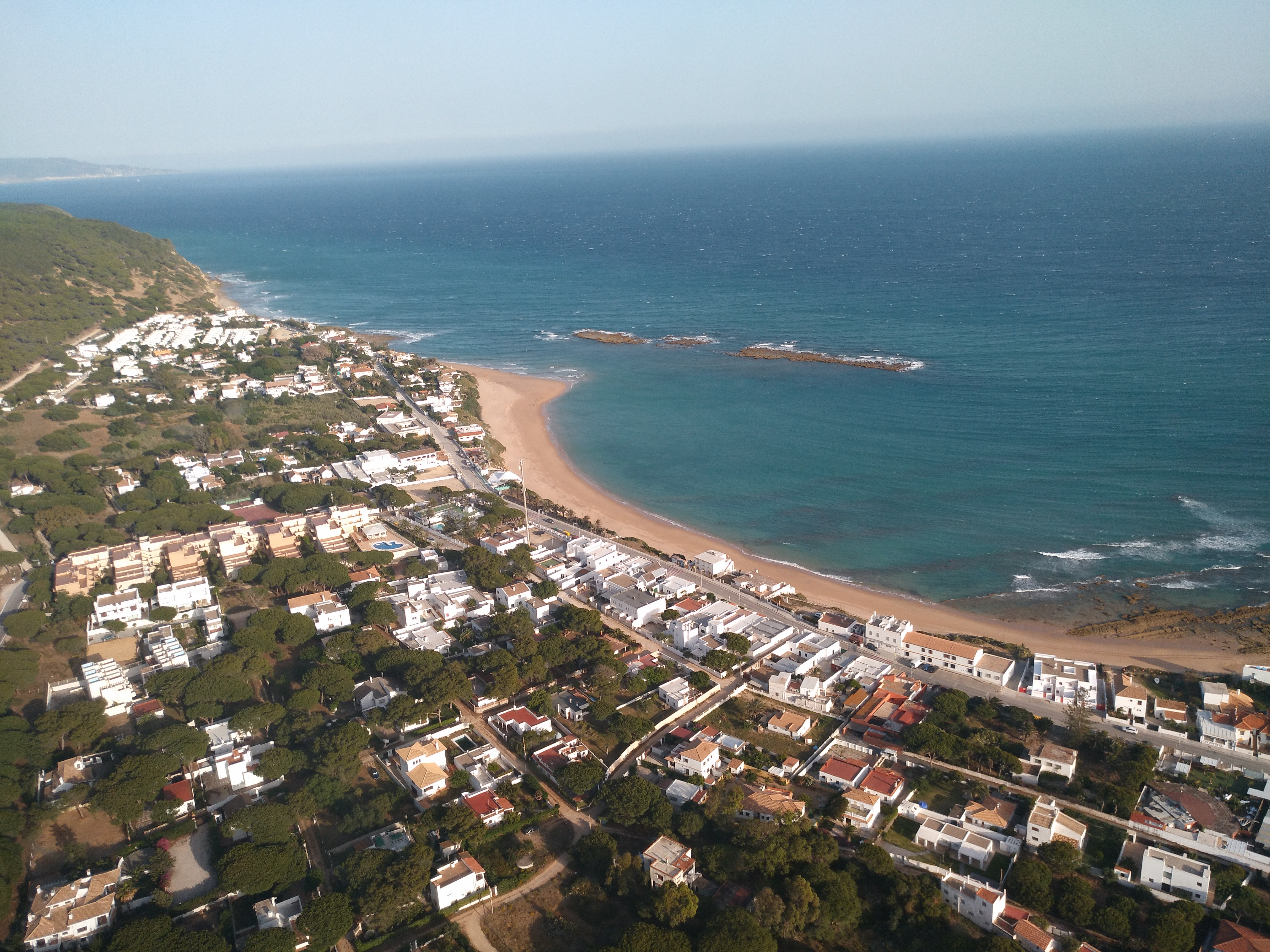
Caños de Meca La Breña y Marismas del Barbate.
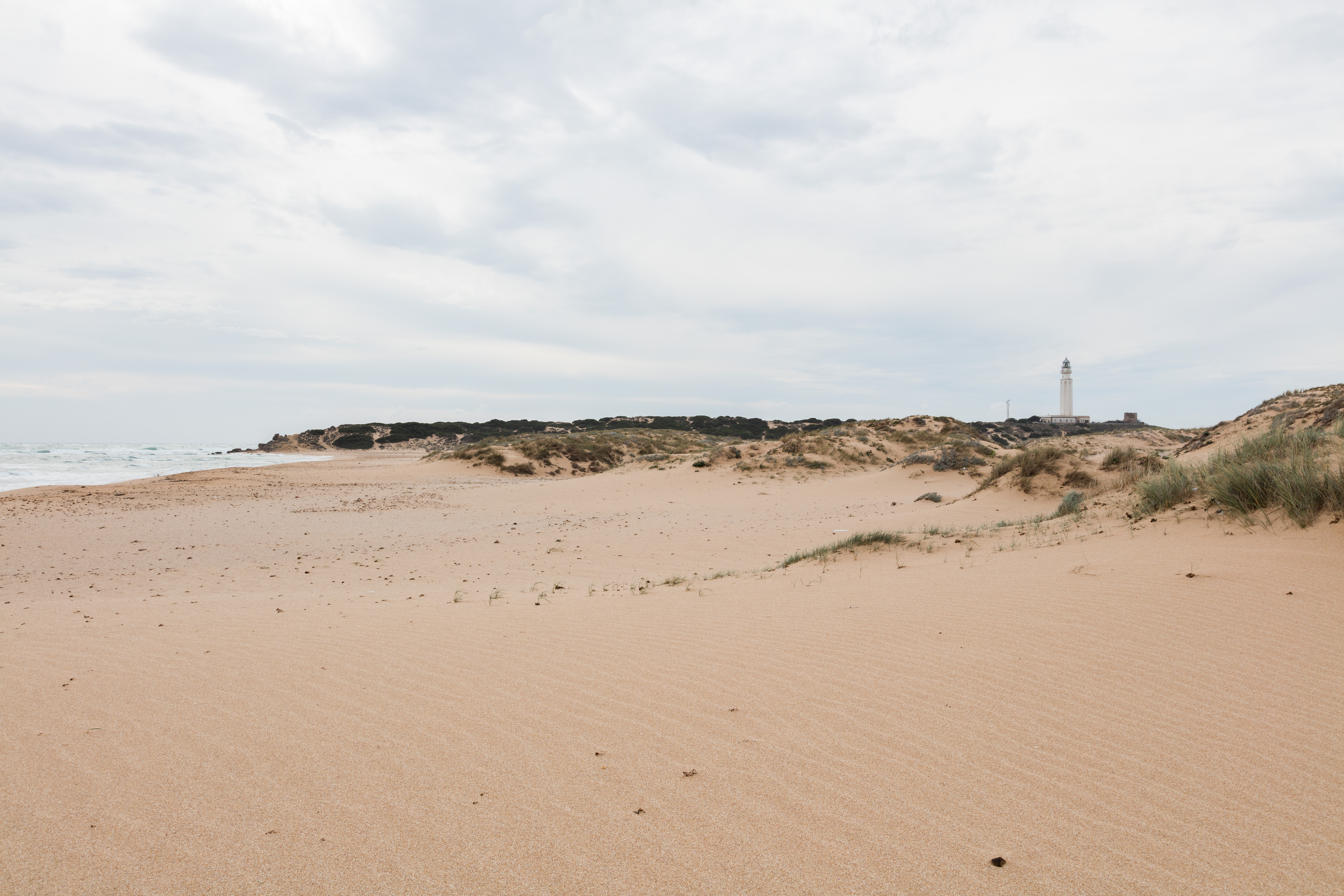
Faro del cabo de Trafalgar, Zahora.